# Достоєвська (станція метро, Санкт-Петербург)
59°55′41″ пн. ш. 30°20′45″ сх. д. / 59.92806° пн. ш. 30.34583° сх. д.
Достоєвська (рос. Достоевская) — станція Правобережної лінії Петербурзького метрополітену, розташована між станціями «Ліговський проспект» і «Спаська».
Станцію відкрито 30 грудня 1991 року в складі ділянки «Площа Олександра Невського-2» — «Садова». Названа через близькість до музею-квартири Ф. М. Достоєвського. Станція носила проектну назву «Володимирська-2».

## Колійний розвиток
Оскільки з 1991 по 2009 рр. Правобережна лінія тимчасово була об'єднана з Фрунзенсько-Приморською, на перегоні «Достоєвська» —- «Спаська» знаходиться двоколійна СЗГ до Фрунзенсько-Приморської лінії (станції «Садова»), що раніше була діючим перегоном. 

## Технічна характеристика
Конструкція станції —колонна трисклепінна глибокого закладення (глибина закладення — 62 м)
Деякі проходи між колонами з'єднані разом ажурними металевими ґратами з лавками. Вихід у місто здійснюється тристрічковим похилим ходом, що з'єднано із західним торцем станції переходом, що має аванзал і коридор, розбитий на три вузьких проходи, один з них був замурований і використовується в службових цілях.

## Вестибюль і пересадки
Наземний вестибюль із заскленим фасадом вкрай невдало вписався в архітектуру старого Петербурга, хоч і був розміщений в глибині дворів. На середину 2010-х схований за восьмиповерховим торгово-офісним комплексом Regent Hall. Прохід до вестибюля здійснюється безпосередньо крізь перший поверх торгового комплексу. 
Вихід у місто на Володимирську площу, Щербаков провулок, до Володимирського і Загородного проспектів. 
У східному торці станції знаходиться малий чотиристрічковий похилий хід, що веде в тунель до станції «Володимирська».

## Оздоблення
Колони оздоблені сірим гранітом, колійні стіни — сірим вапняком. На ґратах є анодовані під золото написи з назвою станції. На верхній частині колон висять ліхтарі, стилізовані під середину-кінець ХІХ сторіччя. У західному торці, в переході до великого ходу розташоване мозаїчне панно «Петербург Достоєвського». Витримана в чорно-білій графіці мозаїка з природного каменю, укладена в архітектурний асиметричний портал в торці станції. Гранітний портал, будучи архітектурним обрамленням мозаїки, створює незвичайний ефект присутності.